# Oblężenie Waterford
Oblężenie Waterford – oblężenie, które miało miejsce w latach 1649–1650.
Miasteczko Waterford położone na południowym wschodzie Irlandii dwukrotnie w latach 1649–1650 stało się celem oblężenia wojsk Olivera Cromwella w trakcie jego kampanii irlandzkiej (1649–1653).
Pierwsze oblężenie zostało przerwane z powodu zapadającej zimy. W mieście znajdowały się wówczas irlandzkie oddziały konfederackie oraz sprzymierzeni z nimi angielscy rojaliści pod wodzą generała Thomasa Prestona. Po przeciwnej stronie stały wojska parlamentu, na czele których stali Oliver Cromwell, Michael Jones oraz Henry Ireton.

## Wstęp
Podobnie jak większość miast Irlandii, także Waterford od roku 1641 wsparło rebelię irlandzką. W tym samym roku do miasta przybyli protestanci z Ulsteru, co doprowadziło do nieporozumień z katolikami. Po stronie uciekinierów stanął burmistrz miasta. W roku 1642 rada miejska zadecydowała o pozostaniu rebeliantów w mieście. W tej sytuacji protestanci zostali wygnani z miasta, część z nich odpłynęła do Anglii, a cały ich dobytek w mieście rozgrabiono. W roku 1646 odbył się w Waterford synod rzymskokatolickich biskupów, którzy ekskomunikowali wszystkich katolików popierających sojusz pomiędzy konfederatami a angielskimi rojalistami, który nie umożliwiał praktykowania wiary katolickiej.
Synod pogłębił tylko obawy mieszkańców. Gdy w roku 1649 w pobliże miasta nadciągnęła armia parlamentarna składająca się głównie z anty-katolików, pojawił się strach przed masakrą podobną do tej w Droghedzie.
Waterford był miastem szczególnie ważnym ze strategicznego punktu widzenia. Port miejski umożliwiał dostawy broni oraz żywności na południowy wschód wyspy.

## Pierwsze oblężenie (listopad-grudzień 1649)
Przed rozpoczęciem oblężenia Cromwell musiał wpierw zdobyć otaczające miasto garnizony wojsk konfederackich. W dniach 15 października do 5 listopada Henry Ireton rozpoczął oblężenie Duncannon, którego port zabezpieczał drogę morską do Wateford. Garnizon dowodzony przez Edwarda Wogana odparł jednak wszystkie ataki Anglików. Iretonowi nie udało się zatem przetransportować urządzeń oblężniczych drogą wodną pod Waterford.
Dnia 19 października skapitulował garnizon w New Ross, miesiąc później Carrick-on-Suir. Kontratak irlandzki na tę miejscowość pod wodzą majora Geoghegana zakończył się klęską. Poległo 500 rebeliantów.
Po odizolowaniu Waterfordu ze wschodu i północy dnia 24 listopada Cromwell podszedł pod miasto. Dzięki dostawom broni i żywności z kierunku zachodniego miasto broniło się dalej. Wkrótce szeregi obrońców zasiliło też 3 000 żołnierzy pod wodzą Richarda Farella.
Ciężkie warunki pogodowe wywołały tymczasem liczne choroby i zarazę w szeregach wojsk Cromwella. Nie powiodło się zdobycie miasta od wschodu, z uwagi na bardzo grzązką ziemię, w której grzązły działa angielskie. Dnia 10 grudnia Cromwell odstąpił od miasta i skierował się na kwaterę zimową do Dungarven. Z łącznej liczby 6500 angielskich żołnierzy zaledwie 3 000 zdolnych było do dalszego marszu. Reszta zmarła na skutech chorób. Wśród ofiar zarazy znajdował się także komendant Michael Jones.

## Drugie oblężenie (czerwiec-sierpień 1650)
W czerwcu 1650 r. rozpoczęło się kolejne oblężenie Waterford. Jednak już kilka miesięcy wcześniej Cromwell podjął próby izolowania miasta. Gdy w czerwcu pod miasto podciągnęły wojska Iretona, w mieście zaczęło brakować żywności. Wkrótce i tam doszło do wybuchu zarazy (podejrzewa się dżumę dymieniczną), która tygodniowo kosztowała życie 400 mieszkańców. Upadek miasta Carlow, z którego dostarczano wcześniej żywność do Waterfod, pogorszył znacznie sytuację obrońców.
Ireton tymczasem zarządził wykopanie dołów pod urządzenia oblężnicze w pobliżu murów miejskich. Blokada od strony morza skutecznie uniemożliwiała pomoc Irlandczykom z tego kierunku. Pod koniec czerwca angielska artyleria zajęła pozycję w bliskiej odległości do miasta co zmusiło Prestona do rozmów na temat kapitulacji. Zaraza uszczupliła jego siły do zaledwie 700 ludzi, posiadał też zaledwie 500 funtów prochu. Poza tym choroba nie oszczędziła i samego Prestona, który dnia 10 sierpnia 1650 r. zdecydował się na kapitulację miasta. Obrońcy mogli opuścić miasto kierując się w kierunku Galway i Athlone, cała broń, amunicja i okręty pozostały jednak w mieście. Garnizon Duncannon skapitulował 2 dni później.
Trudno jest określić straty mieszkańców Waterford, przypuszcza się liczbę kilku tysięcy ludzi (najczęściej 2 000). Po zdobyciu miasta Ireton zagwarantował cywilom ochronę życia i mienia. Waterford było ostatnim irlandzkim punktem oporu podczas rebelii irlandzkiej na wschodzie kraju. Po upadku miasta wojska katolickie kontrolowały już tylko zaledwie niewielki obszar położony na zachód od rzeki Shannon.